# Варсонофий (Лузин)
Епископ Варсонофий (в миру Александр Владимирович Лузин; 6 июня 1884, Миасский завод, Троицкий уезд, Оренбургская губерния — 15 сентября (или 9 сентября) 1937, Белбалтлаг, Карельская АССР) — епископ Русской православной церкви, епископ Приморский и Владивостокский.

## Образование
Окончил Челябинское духовное училище, Уфимскую духовную семинарию (1908), Казанскую духовную академию (1912) со степенью кандидата богословия (тема кандидатской работы: «Основные начала науки православного Нравственного богословия в их отличии от морального учения католицизма и протестантства»). Магистр богословия (1919, тема диссертации: «Нравственное мировоззрение Церкви и латино-протестантская доктрина в их взаимном отношении»).

## Монах и преподаватель
10 июля 1912 года пострижен в монашество, затем рукоположён во иеродиакона. С 12 июля 1912 — иеромонах.
С августа 1912 — и. д. доцента Казанской духовной академии по кафедре истории и обличения русского сектантства. Также исполнял обязанности наблюдателя Казанских миссионерских курсов. Избирался в Совет Казанского отдела Русского собрания
Был участником Съезда учёного монашества, проходившего 7-14 июля 1917 года в Московской духовной академии
С осени 1918 года жил в Казанском Спасо-Преображенском монастыре.
С декабря 1919 года — доцент Казанской духовной академии по кафедре истории и обличения русского сектантства.
В марте — октябре 1921 года находился под арестом вместе с другими преподавателями академии по обвинению в нелегальном продолжении деятельности академии. Приговорён к одну году заключения условно.
В 1921—1922 — инспектор и профессор вновь созданного и просуществовавшего менее года Высшего богословского института в Казани, созданного преподавателями академии. Одновременно был заведующим библиотекой Центрального архива Татарской АССР.
В августе 1922 арестован, обвинён в контрреволюционной агитации, приговорён к трём годам ссылки в Нарымский край. Затем жил в Томской области, вернулся в Казань лишь в 1926.

## Архиерей
С 12 апреля 1926 года — епископ Спасский, викарий Казанской епархии (хиротонисан по просьбе духовенства и верующих). Был сторонником Заместителя Патриаршего местоблюстителя митрополита Сергия (Страгородского).
В 1927 году — временно управляющий Вятско-Ижевской епархией.
С 24 апреля 1929 года — временно управляющий Иркутской епархией.
С 25 июня 1930 года — епископ Приморский и Владивостокский.
Арестован во Владивостоке 25 мая 1931 году. Проходил по делу «О контрреволюционной деятельности Тихоновского духовенства и монашества Дальневосточного края» вместе с епископом Хабаровским Пантелеимоном (Максуновым). Виновным себя не признал. 15 февраля 1932 года приговорён тройкой при полпреде ОГПУ СССР по Дальневосточному краю к 10 годам исправительно-трудовых лагерей по обвинению в «антисоветской агитации и распространении контрреволюционной литературы».
Находился в заключении в Беломорско-Балтийском лагере, был разнорабочим. В 1932 был арестован в лагере по обвинению в создании контрреволюционной группировки, ставившей целью восстание заключённых в лагерях. Виновным себя не признал. Был переведён на год в штрафной изолятор. За антисоветскую агитацию (очевидно, за религиозную проповедь) был лишён зачётов рабочих дней за всё время пребывания в лагере. С 1936 работал бухгалтером в лагере.

## Последний арест и мученическая кончина
В 1937 году вновь арестован в лагере, виновным себя не признал. 9 сентября 1937 года приговорён выездным заседанием тройки НКВД Карельской АССР за «контрреволюционную пропаганду» к расстрелу и расстрелян.